# Sala Mozart
|  | Per a altres significats, vegeu «Sala Mozart (Barcelona)». |

La Sala Mozart és un cafè, cinema i centre musical de la localitat de Calella, fundat l'1 de juliol de 1896 per la família Salom i va ser remodelada entre 2014 i 2015. El seu cinema, de 1904, es considera el més antic en actiu de Catalunya. La reforma ha comportat la reducció de la capacitat, i s'ha passat dels 539 seients inicials, entre platea i amfiteatre, a 468. És de titularitat privada, i per un conveni amb l'Ajuntament, aquest pot fer-hi activitats d'interès públic fins a 50 dies l'any.